# El Viejo Rodeo
El Viejo Rodeo är en ort i Mexiko.   Den ligger i kommunen Penjamillo och delstaten Michoacán de Ocampo, i den centrala delen av landet, 300 km väster om huvudstaden Mexico City. El Viejo Rodeo ligger 1 681 meter över havet och antalet invånare är 117.
Terrängen runt El Viejo Rodeo är kuperad söderut, men norrut är den platt. Runt El Viejo Rodeo är det ganska tätbefolkat, med 54 invånare per kvadratkilometer. Närmaste större samhälle är Angamacutiro de la Unión, 18,9 km öster om El Viejo Rodeo. I omgivningarna runt El Viejo Rodeo växer huvudsakligen savannskog.